# Gilberto Martínez
Pour les articles homonymes, voir Martinez.
Gilberto Martínez Vidal, né le 1er octobre 1979 à Golfito (Costa Rica), est un footballeur international costaricien. Il jouait au poste de défenseur.

## Carrière

### En club
- 1998-2002 : Deportivo Saprissa -  Costa Rica
- 2002-2006 : Brescia -  Italie
- 2006-2007 : AS Rome -   Italie
- 2007- : Brescia -  Italie

### En équipe nationale
Il a eu sa première cape en janvier 2001 contre l'équipe du Guatemala.
Martínez participe à la coupe du monde 2006 avec l'équipe du Costa Rica.
Il a disputé la coupe du monde 2002.

## Palmarès
- 61 sélections en équipe nationale.
- 2 championnats costaricains : 1998 et 1999 Deportivo Saprissa  Costa Rica
- 1 Coupe d'Italie : 2006-2007 -  AS Rome